# Rito Martínez Gómez
Rito Antonio Martínez Gómez (San Gil, Santander, 1825-Bogotá, 1889) fue un abogado y funcionario colombiano.
Martínez fue el fundador principal de la Corte Suprema de Justicia de Colombia. Falleció el 22 de octubre de 1889, en ejercicio de sus funciones como magistrado principal de la recientemente creada Corte Suprema de Justicia de Colombia (en 1886), lo que le mereció la nota del Acuerdo 475 del 22 de octubre emitido por la Corte Suprema de Justicia, firmado por el Secretario de la entidad Magistrado Gabriel Rosas.

## Familia
Rito contrajo nupcias con Concepción Silva de Martínez, con quien tuvo a sus hijos Carlos, Luis Martínez-Silva, Antonia, Obdulia, Dolores, Paulina, Ricardo, Celestino e Isabel Martínez Silva.

## Reconocimientos
- Ley 88 de 1890 del Congreso de Colombia, por la cual se honra la memoria del Sr. Dr. Rito Antonio Martínez, quien consagró toda su vida al servicio de la Patria desempeñando con el mayor lucimiento los destinos de Juez de los Circuitos de San Gil y Ministro de la Corte Suprema de la Nación en los años de 1858 á 1860 y desde 1886 hasta su fallecimiento.

- Datos: Q71158953